# Eucinostomus havana
Eucinostomus havana is een straalvinnige vissensoort uit de familie van mojarra's (Gerreidae). De wetenschappelijke naam van de soort is voor het eerst geldig gepubliceerd in 1912 door Nichols.